# Eder Hermoza
Eder Hermoza Guevara (Lima, Provincia de Lima, Perú, 4 de abril de 1990) es un futbolista peruano. Juega como guardameta y su equipo actual es Cusco FC de la Liga 1 de Perú. Tiene 35 años.

## Trayectoria
Hermoza, junto con Alonso Bazalar, Ernesto Salazar, Luis Trujillo y Jairo Hernández, integrantes de la selección mundialista Sub-17, debutaron en el primer equipo de Alianza Lima ante el equipo de la Universidad Nacional de Ucayali en un cotejo amistoso el 9 de septiembre de 2007. El marcador fue de 3-1 a favor de Alianza.
En el 2009, al no tener continuidad en el equipo blanquiazul por su baja estatura, fue cedido al Sport Ancash. Con dicho equipo debutó en Primera División el 15 de febrero del 2009 frente al José Gálvez. El partido lo perdió el Sport Ancash por 1-2 en Caraz. En toda la temporada jugó 9 partidos y encajó un total de 17 goles. Ese mismo año descendió de categoría.
Al año siguiente jugó por el Total Chalaco donde fue titular en la última parte del torneo. Al igual que con el Ancash, su equipo descendió, pero sus buenas actuaciones le valieron ser contratado por la Universidad César Vallejo para la temporada 2011 para la Copa Sudamericana 2011 donde fue suplente de Daniel Ferreyra. En el 2015 fue elegido como uno de los mejores arqueros de la Segunda División nominación que le sirvió para volver a la Universidad César Vallejo descendiendo en el 2016 con el elenco trujillano. Al siguiente año logró clasificar a la Copa Sudamericana 2018 con el Sport Huancayo donde logró eliminar en primera ronda a Unión Española de Santiago.

## Selección nacional
Ha sido internacional con la Selección de fútbol sub-17 del Perú, con la que jugó en el Campeonato Sudamericano Sub-17 de 2007 y la Copa Mundial de Fútbol Sub-17 de 2007. En la Copa Mundial Sub-17 mantuvo su arco invicto durante toda la primera fase de dicho torneo, siendo el jugador Nuriddin Davronov quien le quitó dicha distinción en los octavos de final. Disputó también el Campeonato Sudamericano Sub-20 de 2009 en Venezuela.

## Clubes
| Club                      | País | Año         |
| ------------------------- | ---- | ----------- |
| Alianza Lima              | Perú | 2007 - 2008 |
| Sport Áncash              | Perú | 2009        |
| Total Chalaco             | Perú | 2010        |
| Universidad César Vallejo | Perú | 2011 - 2014 |
| Willy Serrato             | Perú | 2015        |
| Universidad César Vallejo | Perú | 2016        |
| Sport Huancayo            | Perú | 2017 - 2020 |
| Cusco FC                  | Perú | 2021 - Act. |

## Palmarés

### Campeonatos nacionales
| Título | Club     | País | Año  |
| ------ | -------- | ---- | ---- |
| Liga 2 | Cusco FC | Perú | 2022 |